# The Great Moment (film 1944)
The Great Moment è un film del 1944 scritto e diretto da Preston Sturges.